# Sellos de los Juegos Olímpicos de Sochi 2014
Los sellos de los Juegos Olímpicos de Sochi 2014 son los sellos postales emitidos por las administraciones postales de los países y territorios afiliados a la Unión Postal Universal que tienen como tema central en su diseño los XXII Juegos Olímpicos de Invierno a celebrarse en Sochi (Rusia) entre el 7 y el 23 de febrero de 2014.
El país que más sellos ha emitido con esta temática es Rusia, nación anfitriona de los Juegos: la serie filatélica consta de 15 emisiones (la primera en marzo de 2011) y contabiliza en total 51 sellos (6 en hoja bloque).

## Relación de sellos
En total han sido emitidos 97 sellos relacionados con estos Juegos por 25 países de dos continentes (5 de Asia y 20 de Europa). En la tabla siguiente se enumeran los sellos por país, sus dimensiones y valor facial, así como una somera descripción de su contenido. Todos los sellos presentan dibujos en su diseño, salvo se indique lo contrario.

### País anfitrión (RusiaRusia)
| Imagen | Fecha de emisión | Nombre del sello (descripción) | Dimensiones (mm)         | Valor facial (en rublos) |
| --- | ---------------- | --- | ------------------------ | ------------------------ |
| | 15.03.2011       | «Sochi – sede de los XXII Juegos Olímpicos de Invierno» (HB) 1) El sello muestra el logotipo de los XXII Juegos Olímpicos de Invierno, sochi.ru 2014, y los anillos olímpicos La hoja bloque presenta un diseño alusivo con una antorcha formada por cinco cintas con los colores de los anillos olímpicos; de fondo las montañas nevadas de Krásnaya Poliana | 42,0 x 30,0 (90 x 60)    | 25,00                    |
| | 27.09.2011       | «XXII Juegos Olímpicos de invierno en Sochi – Turismo» Cuatro imágenes turísticas del puerto de Sochi, sede de los XXII Juegos Olímpicos de invierno 1) Esquiadores en una telesilla en las montañas nevadas de Krásnaya Poliana | 42,0 x 30,0              | 15,00                    |
| | 27.09.2011       | 2) El edificio del Puerto Marítimo | 42,0 x 30,0              | 20,00                    |
| | 27.09.2011       | 3) La torre de observación sobre la montaña Bolshói Ajún | 42,0 x 30,0              | 25,00                    |
| | 27.09.2011       | 4) El dolmen megalítico de Volkonski, en el distrito forestal de Lazarevo | 42,0 x 30,0              | 30,00                    |
| | 03.10.2011       | «XXII Juegos Olímpicos de invierno en Sochi – Deportes» Dibujos de diferentes deportes olímpicos de invierno 1) Patinaje de velocidad en pista corta | 37,0 x 37,0              | 25,00                    |
| | 03.10.2011       | 2) Salto en esquí | 37,0 x 37,0              | 25,00                    |
| | 03.10.2011       | 3) Esquí de fondo | 37,0 x 37,0              | 25,00                    |
| | 27.02.2012       | «XXII Juegos Olímpicos de Invierno en Sochi - Mascotas» (HB)Las tres mascotas oficiales de los Juegos Olímpicos de Sochi 2014. Cada sello tiene la forma del contorno de la mascota en cuestión (las dimensiones aquí indicadas corresponden a las de la base y la altura máxima) 1) El leopardo "Leopard"                                                    | 38,7 x 52,7 (117 x 75,5) | 15,00                    |
| 2) La liebre "Zaika"                                                                                            | 27.02.2012       | 28,6 x 44,0 |                          | 15,00                    |
| 3) El oso polar "Beli Mishka"                                                                                   | 27.02.2012       | 38,6 x 59,3 |                          | 15,00                    |
| | 27.04.2012       | «XXII Juegos Olímpicos de Invierno en Sochi – Turismo en la costa del mar Negro» Cuatro imágenes turísticas de la costa del mar Negro en los alrededores de Sochi, sede de los XXII Juegos Olímpicos de invierno: 1) La roca Parus, un impresionante monolito de arenisca con la forma de una vela, ubicada 17 km al sureste de Gelendzhik                    | 42,0 x 30,0              | 15,00                    |
| | 27.04.2012       | 2) La estación de trenes de Sochi | 42,0 x 30,0              | 20,00                    |
| | 27.04.2012       | 3) El Arboreto de Sochi | 42,0 x 30,0              | 25,00                    |
| | 27.04.2012       | 4) La cascada Orejovski en la confluencia del río Bezumenka con el río Sochi | 42,0 x 30,0              | 30,00                    |
| | 18.09.2012       | «XXII Juegos Olímpicos de Invierno de 2014 en Sochi» 1) El logotipo de los Juegos Olímpicos de Sochi 2014 incrustado en el código QR de la pág. web oficial del evento | 44,0 x 44,0              | 25,00                    |
| | 19.10.2012       | «XXII Juegos Olímpicos de Invierno en Sochi – Deportes»</ref> 1) Esquí alpino | 37,0 x 37,0              | 25,00                    |
| | 19.10.2012       | 2) Luge | 37,0 x 37,0              | 25,00                    |
| | 19.10.2012       | 3) Skeleton | 37,0 x 37,0              | 25,00                    |
| | 19.10.2012       | 4) Patinaje de velocidad | 37,0 x 37,0              | 25,00                    |
| | 19.10.2012       | 5) Snowboard | 37,0 x 37,0              | 25,00                    |
| | 19.10.2012       | 6) Esquí acrobático | 37,0 x 37,0              | 25,00                    |
| | 29.06.2013       | «XXII Juegos Olímpicos de Invierno en Sochi – Deportes»</ref> 1) Bobsleigh | 37,0 x 37,0              | 25,00                    |
| | 29.06.2013       | 2) Combinada nórdica | 37,0 x 37,0              | 25,00                    |
| | 29.06.2013       | 3) Patinaje artístico | 37,0 x 37,0              | 25,00                    |
| | 07.10.2013       | «XXII Juegos Olímpicos de Invierno en Sochi – Recorrido de la antorcha olímpica» (HB) 1) El logotipo del recorrido de la antorcha olímpica En la hoja bloque se muestra una antorcha olímpica de los Juegos de Sochi 2014 y un mapa de Rusia con la ruta de la antorcha                                                                                       | 50,0 x 37,0 (100 x 100)  | 50,00                    |
| | 01.11.2013       | «XXII Juegos Olímpicos de Invierno en Sochi – Deportes»</ref> 1) Biatlón | 37,0 x 37,0              | 25,00                    |
| | 01.11.2013       | 2) Curling | 37,0 x 37,0              | 25,00                    |
| | 01.11.2013       | 3) Hockey sobre hielo | 37,0 x 37,0              | 25,00                    |
| | 15.11.2013       | «XXII Juegos Olímpicos de Invierno en Sochi – Deportistas legendarios» (HB) 1) El patinador de velocidad Yevgueni Grishin, cuatro veces campeón olímpico | 32,5 x 32,5 (180 x 87)   | 15,00                    |
| 2) La patinadora artística Liudmila Pajómova, campeona olímpica en Innsbruck 1976 y seis veces campeona mundial | 15.11.2013       | | 32,5 x 32,5 (180 x 87)   | 15,00                    |
| 3) El biatleta Vladímir Melanin, campeón olímpico en Innsbruck 1964 y tres veces campeón mundial                | 15.11.2013       | | 32,5 x 32,5 (180 x 87)   | 15,00                    |
| 4) El jugador de hockey sobre hielo Alexandr Pagulin, tres veces campeón olímpico y diez campeón mundial        | 15.11.2013       | | 32,5 x 32,5 (180 x 87)   | 15,00                    |
| 5) El jugador de hockey sobre hielo Anatoli Fírsov, tres veces campeón olímpico y ocho campeón mundial          | 15.11.2013       | | 32,5 x 32,5 (180 x 87)   | 15,00                    |
| | 29.11.2013       | «¡Feliz Año Nuevo! - XXII Juegos Olímpicos de Invierno en Sochi – Mascotas» 1) El leopardo Leopard | 36,5 x 29,0              | 20,00                    |
| | 29.11.2013       | 2) El oso polar Bely Mishka | 36,5 x 29,0              | 20,00                    |
| | 29.11.2013       | 3) La liebre Zaya | 36,5 x 29,0              | 20,00                    |
| | 30.11.2013       | «XXII Juegos Olímpicos de Invierno en Sochi – Instalaciones deportivas» 1) El Estadio Olímpico Fisht | 65,0 x 32,5              | 20,00                    |
| | 30.11.2013       | 2) El Complejo Laura | 65,0 x 32,5              | 20,00                    |
| | 30.11.2013       | 3) El Centro de Saltos RusSki Gorki | 65,0 x 32,5              | 20,00                    |
| | 30.11.2013       | 4) El Palacio de Hielo Bolshói | 65,0 x 32,5              | 20,00                    |
| | 30.11.2013       | 5) El Palacio de Patinaje Iceberg | 65,0 x 32,5              | 20,00                    |
| | 30.11.2013       | 6) La Arena Shaiba | 65,0 x 32,5              | 20,00                    |
| | 14.12.2013       | «XXII Juegos Olímpicos de Invierno en Sochi – Deportistas legendarios» (HB) 1) La esquiadora de fondo Klávdiya Boyárskij, tres veces campeona olímpica y dos veces campeona mundial | 32,5 x 32,5 (180 x 87)   | 15,00                    |
| 2) El jugador de hockey sobre hielo Vsévolod Bobrov, campeón olímpico en Cortina d'Ampezzo 1956                 | 14.12.2013       | | 32,5 x 32,5 (180 x 87)   | 15,00                    |
| 3) La patinadora de velocidad Tatiana Averina, doble campeona olímpica en Innsbruck 1976                        | 14.12.2013       | | 32,5 x 32,5 (180 x 87)   | 15,00                    |
| 4) Pierre de Coubertin, fundador de los Juegos Olímpicos modernos                                               | 14.12.2013       | | 32,5 x 32,5 (180 x 87)   | 15,00                    |
| 5) Ludwig Guttmann, fundador de los Juegos Paraolímpicos                                                        | 14.12.2013       | | 32,5 x 32,5 (180 x 87)   | 15,00                    |
| | 07.02.2014       | «XXII Juegos Olímpicos de Invierno en Sochi» (HB) 1) Una medalla de bronce con la silueta de las montañas de Krásnaya Poliana En la hoja bloque se reproduce el código QR de la pág. web oficial de los Juegos y una vista de las montañas de Krásnaya Poliana                                                                                                | 37,0 x 26,0 (136 x 80)   | 25,00                    |
| | 07.02.2014       | 2) Una medalla de plata con la silueta de las montañas de Krásnaya Poliana | 37,0 x 26,0 (136 x 80)   | 50,00                    |
| | 07.02.2014       | 3) Una medalla de oro con la silueta de las montañas de Krásnaya Poliana | 26,0 x 37,0              | 75,00                    |

### Resto de países
| País            | Fecha de emisión | Descripción | Dimensiones (mm)      | Valor facial (en moneda nacional) |
| --------------- | ---------------- | --- | --------------------- | --------------------------------- |
| Asia            |                  | |                       |                                   |
| Armenia         | 02.12.2014       | 1) Esquí de fondo (HB) La hoja bloque muestra una vista de las montañas de Krásnaya Poliana y la antorcha olímpica                           | 30,0 x 30,0           | 350 AMD                           |
| Armenia         | 02.12.2014       | 2) Esquí alpino | 30,0 x 30,0           | 1100 AMD                          |
| Azerbaiyán      | 15.01.2014       | 1) Esquí alpino | 28,0 x 40,0           | 0,20 AZN                          |
| Azerbaiyán      | 15.01.2014       | 2) Hockey sobre hielo | 28,0 x 40,0           | 0,30 AZN                          |
| Azerbaiyán      | 15.01.2014       | 3) Patinaje de velocidad | 28,0 x 40,0           | 0,50 AZN                          |
| Azerbaiyán      | 15.01.2014       | 4) Patinaje artístico | 28,0 x 40,0           | 0,60 AZN                          |
| Kirguistán      | 22.02.2014       | 1) Patinaje de velocidad en pista corta | 40,0 x 28,0           | 12,00 KGS                         |
| Kirguistán      | 22.02.2014       | 2) Esquí de fondo | 40,0 x 28,0           | 21,00 KGS                         |
| Kirguistán      | 22.02.2014       | 3) Esquí acrobático | 40,0 x 28,0           | 52,00 KGS                         |
| Kirguistán      | 22.02.2014       | 4) Bobsleigh | 40,0 x 28,0           | 74,00 KGS                         |
| Turquía         | 07.02.2014       | 1) Salto en esquí | 38,0 x 38,0           | 1,10 TRY                          |
| Turquía         | 07.02.2014       | 2) Patinaje artístico | 38,0 x 38,0           | 1,10 TRY                          |
| Turquía         | 07.02.2014       | 3) Esquí alpino | 38,0 x 38,0           | 2,20 TRY                          |
| Turquía         | 07.02.2014       | 4) Patinaje de velocidad | 38,0 x 38,0           | 2,20 TRY                          |
| Uzbekistán      | 31.01.2014       | 1) El patinador artístico Misha Ge | 30,0 x 42,0           | 1200 UZS                          |
| Europa          |                  | |                       |                                   |
| Bielorrusia     | 07.02.2014       | 1) El fuego olímpico (HB) | 26,0 x 37,0 (73 x 86) | 20.000 BYR                        |
| Bulgaria        | 31.01.2014       | 1) Salto en esquí (HB) La hoja bloque muestra un diagrama del Centro de Saltos RusSki Gorki                                                  | 54,0 x 29,0 (80 x 80) | 1,40 BGN                          |
| Croacia         | 07.02.2014       | 1) Esquí alpino | 35,0 x 29,8           | 3,10 HRK                          |
| Eslovaquia      | 15.01.2014       | 1) Biatlón | 44,1 x 26,5           | 0,90 EUR                          |
| Eslovaquia      | 15.01.2014       | 2) Esquí de fondo | 44,1 x 26,5           | 0,90 EUR                          |
| Eslovenia       | 31.01.2014       | 1) Salto en esquí | 40,0 x 30,0           | 0,64 EUR                          |
| Eslovenia       | 31.01.2014       | 2) Hockey sobre hielo | 40,0 x 30,0           | 0,97 EUR                          |
| Estonia         | 16.01.2014       | 1) Salto en esquí, esquí acrobático y patinaje artístico                                                                                     | 33,0 x 27,5           | 1,10 EUR                          |
| Finlandia       | 03.03.2014       | 1) Los esquiadores de fondo Sami Jauhojärvi e Iivo Niskanen, ganadores de la medalla de oro en la prueba de velocidad por equipos            |                       | 1 kl                              |
| Letonia         | 07.02.2014       | 1) Skeleton | 45,0 x 28,0           | 0,85 EUR                          |
| Liechtenstein   | 11.11.2013       | 1) Diseño alusivo | 40,5 x 28,0           | 2,60 CHF                          |
| Lituania        | 18.01.2014       | 1) Bobsleigh | 36,0 x 30,0           | 2,15 LTL                          |
| Lituania        | 18.01.2014       | 2) Hockey sobre hielo | 36,0 x 30,0           | 2,90 LTL                          |
| Moldavia        | 07.02.2014       | 1) Esquí alpino | 46,0 x 27,5           | 4,50 MDL                          |
| Moldavia        | 07.02.2014       | 2) Hockey sobre hielo | 46,0 x 27,5           | 5,40 MDL                          |
| Mónaco          | 30.01.2014       | 1) Bobsleigh y esquí de fondo | 40,0 x 31,8           | 1,78 EUR                          |
| Montenegro      | 17.02.2014       | 1) Esquí alpino | 42,0 x 28,0           | 0,95 EUR                          |
| Noruega         | 07.02.2014       | 1) La esquiadora Marit Bjørgen |                       | A Inland                          |
| Noruega         | 07.02.2014       | 2) La esquiadora Tora Berger |                       | A Inland                          |
| Noruega         | 07.02.2014       | 3) El esquiador Petter Northug |                       | A Inland                          |
| Noruega         | 07.02.2014       | 4) El esquiador Aksel Lund Svindal |                       | A Inland                          |
| Polonia         | 07.02.2014       | 1) Salto en esquí | 43,0 x 31,2           | 1,75 PLN                          |
| Polonia         | 07.02.2014       | 2) Esquí de fondo | 43,0 x 31,2           | 5,00 PLN                          |
| República Checa | 05.02.2014       | 1) Snowboard | 40,0 x 23,0           | 25,00 CZK                         |
| Rumania         | 07.02.2014       | 1) Biatlón | 48,0 x 33,0           | 2,10 RON                          |
| Rumania         | 07.02.2014       | 2) Bobsleigh | 48,0 x 33,0           | 2,10 RON                          |
| Rumania         | 07.02.2014       | 3) Patinaje artístico | 48,0 x 33,0           | 2,10 RON                          |
| Rumania         | 07.02.2014       | 4) Esquí de fondo | 48,0 x 33,0           | 2,10 RON                          |
| Serbia          | 07.02.2014       | 1) Patinaje artístico |                       | 22,00 RSD                         |
| Serbia          | 07.02.2014       | 2) Salto en esquí | 46,00 RSD             |                                   |
| Ucrania         | 31.01.2014       | 1) Las biatletas Olena Pidhrushna, Valentyna Semerenko, Yuliya Dzhyma y Vita Semerenko, ganadoras de la medalla de oro en el relevo 4 x 6 km | 40,0 x 28,0           | 3,30 UAH                          |